# Número feliz
Os números felizes são definidos pelo seguinte procedimento. Começando com qualquer número inteiro positivo, o número é substituído pela soma dos quadrados dos seus dígitos, e repetir o processo até que o número seja igual a 1 ou até que ele entre num ciclo infinito que não inclui um ou seja a soma dos quadrados dos algarismos do quadrado de um número positivo inicial. Os números no fim do processo de extremidade com 1, são conhecidos como números felizes, mas aqueles que não terminam com um 1 são números chamados infelizes.

## Definição
Mais formalmente, dado um número {\displaystyle n=n_{0}}, Define uma seqüência {\displaystyle n_{1}}, {\displaystyle n_{2}}, ... onde {\displaystyle n_{i+1}} é a soma dos quadrados dos dígitos {\displaystyle n_{i}}. Então {\displaystyle n} é feliz se e somente se existe i tal modo que {\displaystyle n_{i}=1}.

## Exemplos
7 é um número feliz:
72 = 49
42 + 92 = 97
92 + 72 = 130
12 + 32 + 02 = 10
12 + 02 = 1.
Se {\displaystyle n} não é feliz, a soma dos quadrados nunca dará 1, serão gerados infinitos termos.
4, 16, 37, 58, 89, 145, 42, 20, 4, ...
Os números felizes entre 1 e 500 são:
1, 7, 10, 13, 19, 23, 28, 31, 32, 44, 49, 68, 70, 79, 82, 86, 91, 94, 97, 100, 103, 109, 129, 130, 133, 139, 167, 176, 188, 190, 192, 193, 203, 208, 219, 226, 230, 236, 239, 262, 263, 280, 291, 293, 301, 302, 310, 313, 319, 320, 326, 329, 331, 338, 356, 362, 365, 367, 368, 376, 379, 383, 386, 391, 392, 397, 404, 409, 440, 446, 464, 469, 478, 487, 490 e 496.